# جيمس براون (لاعب كرة قدم إسكتلندي)
جيمس براون (بالإنجليزية: James Brown)‏ (1907 في المملكة المتحدة - ) هو لاعب كرة قدم إسكتلندي وبريطاني (وحمل سابقاً جنسية المملكة المتحدة لبريطانيا العظمى وأيرلندا) في مركز نصف الجناح. لعب مع مانشستر يونايتد ونادي بيرنلي ونادي إيست فيف ونادي برادفورد بارك أفنيو.